# Meir Rosenne
Meir Rosenne sau Meir Rozen (numele la naștere Rosenhaupt, în ebraică:מאיר רוזן, n. 19 februarie 1931, Iași, România – d. 14 aprilie 2015) a fost un jurist și diplomat israelian, originar din România.

## Copilăria, tinerețea și studiile
Meir Rozen s-a născut în anul 1931 ca fiu al unei familii de evrei,Jacob și Minna Rosenhaupt, din Iași. A învățat limba ebraică de la vârsta de 5 ani. În august 1944, la vârsta de 13 ani, a plecat din portul Constanța la bordul unui vapor cu destinația Palestina, în cadrul așa-numitei „Emigrații ilegale”, care avea drept obiectiv așezarea de evrei refugiați din țările ocupate de naziști în Palestina în pofida restricțiilor grele impuse de autoritățile mandatare britanice.
În anii 1948-1950 a servit în armata israeliană, în cadrul serviciului obligatoriu. Meir Rozen a obținut la Universitatea Sorbona din Paris licența în științe politice, apoi titlul de master în drept și, în cele din urmă, în 1957doctoratul în drept internațional. În acei ani a fost coleg de facultate cu personalități ca Jacques Chirac și Jean François Poncet. În timpul studenției la Paris, Meir Rozen, al cărui nume de familie a fost transcris de atunci în litere latine după ortografia franceză - Rosenne, a îndeplinit funcția de delegat al biroului de legătură „Bar” din Paris, care acționa pentru exercitarea de presiuni asupra Uniunii Sovietice pentru ca aceasta să-și schimbe politica față de evreii sovietici și să le permită libera emigrare spre Israel.

## Activitatea diplomatică și juridică
Începând din anul 1953 Meir Rosenne a lucrat la Ministerul de Externe al Statului Israel, recent înființat. În anii 1961-1967 a fost consul al Israelului la New York și membru al delegației Israelului la Comisia pentru drepturilor omului din cadrul O.N.U. În anul 1969-1971 a fost coordonator al Comisiei Israelului pentru energia atomică, director al secției pentru relații externe al acestei comisii. Rosenne a reprezentat Israelul la dezbaterile de la Agenția internațională pentru energie atomică. Mai apoi a lucrat la Universitatea din Haifa, unde a predat dreptul internațional în calitate de conferențiar universitar.
Între anii 1971-1979 Meir Rosenne a fost consilierul juridic al Ministerului de externe. În această calitate el a participat la negocierile cu Egiptul pentru semnarea acordului de separare a forțelor militare și a acordului intermediar semnat la Geneva în 1975. De asemenea a luat parte la negocieri cu Siria.A fost trimis la Oslo, la scurt timp după explodarea afacerii Lillhammer, cu scopul de a întâlni pe agenții israelieni care fuseseră arestați și a ajunge la un acord cu autoritățile norvegiene.
După Războiul de Yom Kipur, Meir Rosenne a fost membru al delegației Israelului la negocierile dintre Israel și Egipt, care s-au desfășurat la kilometrul 101 depărtare de Cairo. În continuare, în 1978 a făcut parte din delegația israeliană la tratativele cu Egiptul, a participat la formularea  acordurilor de la Camp David,la discuțiile asupra Planului Autonomiei pentru arabii palestineni și la negocierea tratatului de pace dintre Israel și Egipt, semnat la Washington în martie 1979. 
În 1979 Rosenne a fost numit ambasador al Israelului la Paris, post pe care l-a deținut până în 1983. În acest ultim an i s-a decernat Ordinul Legiunii de onoare a Franței (din anul 2000 cu rangul de comandant).

### Ambasador la Washington
În 1983 a devenit ambasadorul țării sale în Statele Unite, funcție pe care a îndeplinit-o în timpul guvernelor conduse de Menahem Beghin, Itzhak Shamir și Shimon Peres și în perioada administrației Reagan și a secretarului de stat George Schultz.
În vremea în care a fost ambasador la Washington, Statele Unite au crescut ajutorul economic dat Israelului și a fost semnat între cele două țări acordul de regiune comercială liberă. Pe de altă parte ambasadorul Rosenne a trebuit să se confrunte cu presiunile americane care au dus la suspendarea proiectului avionului militar Lavi, cu dezvăluirea afacerii Iran-Contras și cu criza în relațiile israelo-americane legată de descoperirea activității de spionaj a lui Jonathan Pollard.
Rosenne a continuat să fie, și după ce și-a încheiat misiunea de ambasador ,trimisul special al Israelului în contactele cu Statele Unite în legătură cu implicațiile afacerii Pollard.

### În ultimele decenii
În anii 1989-1994 Meir Rosenne a fost președintele și directorul general al organizației State of Israel Bonds (Împrumutul pentru independență și dezvoltare al Israelului), care se ocupa de vânzarea de obligațiuni pe termen lung ale Statului Israel evreilor din Diaspora. De asemenea a fost membru in consiliul de administrație al Universității Ebraice din Ierusalim.
În anul 2010 a fost președintele Asociației israeliene pentru dreptul publicului la informație. Din 1987 a fost membru in directoratul companiei I.D.B. De asemenea, din 1994 a fost partener al biroului de avocați Balter-Guth-Aloni et co.
Rosenne a fost și membru al colectivului de cercetare al Centrului din Ierusalim pentru probleme publice și statale.
El a fost căsătorit cu Vera Ayal, originară din Ungaria, și a avut două fiice, Dafna și Mihal.
Meir Rosenne a murit in aprilie 2015. A fost înmormântat la Cimitirul Kiryat Shaul din Tel Aviv.

## Premii și decorații
- 2000 - Legiunea de onoare a Republicii Franceze, în grad de comandor